# Dekanat Zielona Góra
Dekanat Zielona Góra – jeden z 5 dekanatów diecezji wrocławsko-szczecińskiej Polskiego Autokefalicznego Kościoła Prawosławnego. Siedzibą dekanatu jest Przemków.

## Parafie
W skład dekanatu wchodzi 8 parafii:
- parafia św. Dymitra w Buczynie
  - cerkiew św. Dymitra w Buczynie
- parafia Wszystkich Świętych w Kożuchowie
  - cerkiew Wszystkich Świętych w Kożuchowie
- parafia Narodzenia Najświętszej Maryi Panny w Lesznie Górnym
  - cerkiew Narodzenia Najświętszej Maryi Panny w Lesznie Górnym
- parafia św. Michała Archanioła w Lipinach
  - cerkiew św. Michała Archanioła w Lipinach
- parafia św. Michała Archanioła w Przemkowie
  - cerkiew św. Michała Archanioła w Przemkowie
- parafia Opieki Matki Bożej w Słubicach
  - cerkiew Opieki Matki Bożej w Słubicach
- parafia św. Michała Archanioła w Torzymiu
  - cerkiew św. Michała Archanioła w Torzymiu
- parafia św. Mikołaja Cudotwórcy w Zielonej Górze
  - cerkiew św. Mikołaja w Zielonej Górze